# Arcybiskupi singapurscy
Arcybiskupi singapurscy − lista biskupów pełniących swoją posługę w archidiecezji singapurskiej.

## Arcybiskupi Singapuru
| L.p. | Lata rządów                          | Imię i nazwisko              |
| ---- | ------------------------------------ | ---------------------------- |
| 1.   | 18 grudnia 1972 − 3 lutego 1977      | abp Michel Olçomendy, M.E.P. |
| 2.   | 3 lutego 1977 − 14 października 2000 | abp Gregory Yong             |
| 3.   | 15 maja 2001 − 20 maja 2013          | abp Nicholas Chia            |
| 4.   | od 20 maja 2013                      | kard. William Goh            |